# الموضة في القرن الثامن عشر
فترة القرن ال18 تكون ما بين 1701 ل1800

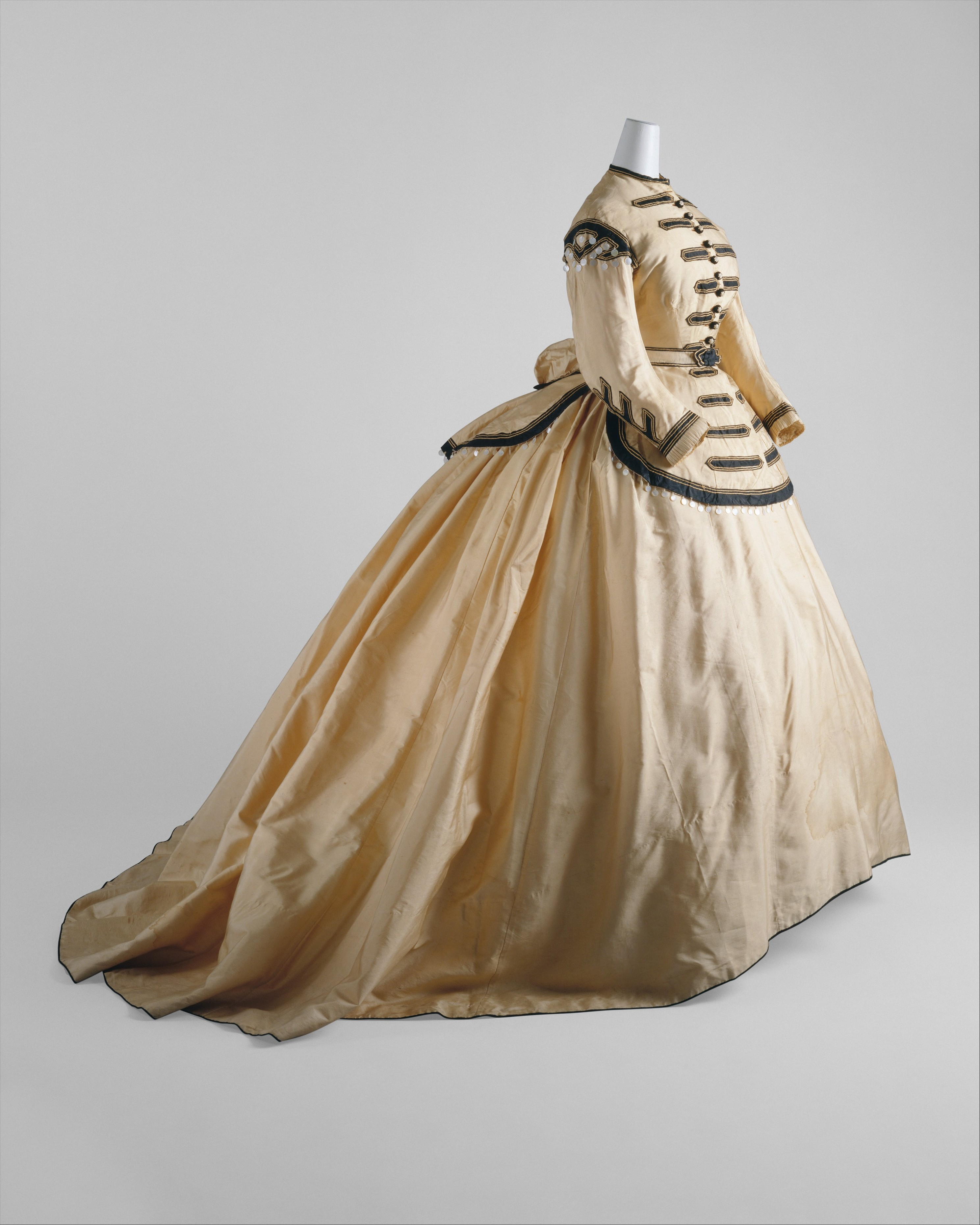

الموضة في القرن الثامن عشر. تميزت الموضة في القرن 18 في كل من الدول الغربية والغربية المتأثرة بعودة المنفجة في الربع الأخير لعام 1870، فقد تم أستبدال الخمحخ.ط الهزيل الطويل من أواخر عام 1870 بصور كاملة مع أكتاف متعرجة تدريجياً وكانت موضة الخصر الضيق وصغير ويشد صدر المرأة بمشد لرفعه. في عام 1881 تم تأسيس منظمة Dress Rational  كردة فعل حول الموضة الرائجة للمشدات.

## موضة النساء

### نظرة عامة
في العقود السابقة، بقي التركيز على الجزء الخلفي من التنورة مع الامتلاء تدريجياً من خلف الركبتين لفوق الخصر وتمت موازنة الامتلاء من خلال صدر أصغر وذلك من خلال مشدات صلبة لتجعل الجسم يبدو على هيئة شكل S، التي من شأنها أن تصبح شعبية في أوائل عام 1900. لم يكن لهذه العباءات عادةً ذيل طويل من الخلف والتي كانت مختلفة عن العباءات التي يرتدونها النساء في السبعينيات من القرن التاسع عشر، كانت ضيقة للغاية وكانت تعرف باسم «تنورة هوبل» بسبب ضيق لهم.
في تلك الفترة كان رائج جداً  لثياب الشتاء ان تصنع من درجات الالوان الغامقة بينما ثياب الصيف من الدرجات الفاتحة. التنانير أما أن تكون واسعة ذات ثنيات أو ضيقة بطرق متعددة، وترعدى  ألوان متطابقة أو ان تكون بألوان متباينة. وقد كان المعطف النسائي اسلوب تجديد أساس الموضة في القرن 1780 بغطاء رأس مرتب ومغطى فوق اكمام تحتية. ويطلق على المعطف الطويل آنذاك بالباسك وكان لباس رائجاً.  اما لثياب المساء فقد كان التصميم بلا اكمام ومكشوف الكتفين «باستثناء الطبقات العليا» وكان يتم ارتداءه مع قفازات فاخرة طويلة للكوع والكتف أنيقة ومصنوع من الجلد وقلادة الرقبة والياقة المرصعة بالجواهر كانت رائجة بسبب تأثير أميرة ويلز، الكساندرا التي كانت ترديهم لإخفاء جرح في رقبتها.

### اللباس الداخلي
عادت المنفجة ووصلت للمقدار عظيم في الموضة ما بين فترة 1888-1886 تمتد مباشرة من الخصر إلى الخلف  لإظهار وفرة من الاقمشة والريش والسترات والشرائط، موضة الرائجة لصنع المشد لابراز صدر المرأة.  وكان يطلق على النوع العادي من الثوب التحتي الملابس الداخلية بالقميص المسرول، القميص القصير مع اتصاله بالركب ويرتدى اسفل المشد والمنفجة والتنانير. كان ينصح بالثوب التحتي الصوفي من اجل الصحة وخاصةً لموضة الرياضة الانيقة

### اللباس الخارجي
أصبحت ثياب الفرسان موحدة، معطف وتنورة تردى مع قميص ممسوك أو قميص نسائي وايضاً مع قبعة ووشاح وكان يتم أرتداهم من دون المنفجة ولكن يتبع التدرجات لطيلة اليوم وفي المقابل كان.ازياء الصيد أكثر مظهر اناقةٍ مع تنانير لطول الكاحل يتم أرتداهم مع الجزمة أو الجراميق. يتكون لبس ازياء الخياط من معطف طويل وتنورة تردى لغرض السفر أو التجوال مع المنفجة وقبعة صغيرة أو ربطة شعر، المتجولون يرتدون معطف طويل مماثل لمعطف المطرليتم حماية لملابسهم من الوسخ أو المطر.

### الثياب الجمالية
بقيت الثياب الجمالية أو الفاخرة طوال القرن 1880 في تيار الدوائر البوهيمية كردة فعل على الاقمشة الثقيلة والمشدات الصلبة الرائجة في موضة باريس. كانت الثياب الجمالية تركز على الاقمشة الجميلة المصنوعة ببساطة وأحيانا تكون غير متناسقة أو مع حزام الخصر، وقد أثرت الأفكار الجمالية على رداء الشاي وهو عبارة رداء خاص في المنزل وحتى لاستقبال الزوار

### تسريحة الشعر والقبعات
عادة ما يتم ارجاع الشعر للخلف وعلى الجانبين ووضع دبوس أو ربطة للشعر، لاحقاً كان يتم سحب الشعر لمقدمة الرأس وبقيت قصة الشعر أو الغرة موضة رائجة خلال العقود، عادة ما تكون كجعدة أو ملفوفة فوق الجبهة تسمى احياناً «تجعيدات جوزفين». الغطاء مشابهها لقبعات بإستثناء تلك ذات الشرائط التي يتم ربطها أسفل الذقن، كلاهما يمتلكان حواف متعرجة يرتديها الناس أيضا معظم الوقت.

### معرض الأزياء 1880-1884
- 1- ليونا باريل لاورلاينز: ترتدي سترة طويلة مزودة بثلاثة ارباع طول مقلم فوق تنورة مخططة مطابقة، مع تعليق الزهور على خصرها 1880
- 2- زي التنس عصري جداً
- 3-جورجينيا بيرني جونس ترتدي الاميرات ثياب ذو الكشكشة 1882
- 4-لوحة الأزياء عام 1883 تظهر عودة الهبة يوضع الغطاء الزائد في الخلف
- 5-تظهر في رسمة ويسلر، صورة السيدة ميكس، صدر الثوب العصري (1882-1881)
- 6- يمتلك بولونيز صدفة امامية منخفضة. الجزء الامامي والخلفي من التنورة وحتى بعد موضة 1780، تظهر على تنورة متعرجة مع الكشكشة. على مدار القرن، كانت الفتيات الأصغر سناً (يخطئن في طبقات الموضة) فقد كانوا يرتدين تنانيرهن فوق كاحليهن
- 7-تظهر اثواب الاستحمام مع الامتلاء الخلفي لعام 1883
- 8- تظهر امبرطورة النمسا في زيّ ركوب الخيل، فعادتها أن ترتدي مع المشد مع تنورة بسيطة جداً لركوب الخيل وقميص طويل وقبعة عالية.

معرض الأزياء 1885-1889
1- يظهر الفستان من قطعتين«التثنيات الخلفية» توضع في كلا الجانبين ويلبس تحت اللباس. متحف الفنون لوس انجلوس ب- 2007 211.34 أ 
2- مدام بول بويرسون ترتدي خط العنق الانيق منتصف العقد، واسع من منطقة الخصر وأضيق عند الكتف، مع تقليم الزهور والشعر وثني التنورة 1885
3-زوج من الأحذية من جلد الغزال التي كتبها F.pinet  باريس، متحف لوس انجلوس للفنون 1885
4- الزي الذي يتأثر بقوة من قبل الملابس الرجالية وتعجّل. الشعر مرفوع لأعلى مع القصة. القفازات للكوع M.58.4a-b
5- اجتاحت تصفيفة الشعر لعام 1887 مجعدة وملفوفة فوق الجبهة
6- أزياء من La Mode Illustree  تظهر الفساتين المصنوعة من الاقمشة المتناقضة التي ترتدي مع «التثنيات» الصاخبة والقفازات الطويلة 1887
7- الموضات من عام 1888 تتميز بتماثيل نصفية كاملة والتثنيات كثيرة وكتفين واسعة وقفازات تصل إلى المرفق أو أطول بقليل
8- ترتدي Eleanora Lselin    رداء اسود طويل العنق مقلّد مع حيلة مزينة بالخرز 1888
9- ترتدي Vicomtesse Montmorand  فستان مسائي مثبت في الخلف دون التثنيات مما ألهم الأجيال القادمة، شعرها مسحوب على شكل عقدة صغيرة وخصل مجعدة  أو ملفوفة 1889
10 – أليكس أميرة Hesse ترتدي ثوبا مرتفعاً 1887
الموضة غير التقلدية
1- يالنظر إلى فكرة القرن 1800 من الملابس النسائية العملية في هذا الملصق الذي يُظهر آني آوكلي ترتدي تنورة قصيرة (تعتبر مقبولة عند النساء الأكثر فقراً الريفية أو الممثلين العامين المدفوعين).
2- الطباعة اليابانية تظهر اثنتين من السيدات الشابات يرتدين ملابس وفقاً لأحدث الموضات الغربية آنذاك باستثناء أن الوان والتصاميم من الاقمشة اليابانية هي الأكثر أناقة.

## موضة الرجال

### المعاطف والسترات والسراويل
ثلاث قطع للبذلات، «بذلة ديتو» تتكون من معطف واسع مشابه لصدرية (سترة الولايات المتحدة) وبنطلون (يسمى في الولايات المتحدة لبس المنزل) فقد استمرت كلبديل غير رسمي للغطاء الفضاض والسروال. في أوروبا ومدن الرئيسة في مناطق أخرى يتم ارتداء المعطف مع قميص وربطة عنق في صباح المناسبات ويبقى رداء المساء الأكثر رسمية معطف داكناً وسروال مع صدرية داكنة، يتم ارتدائهم مع ربطة عنق بيضاء وقميص ذو ياقة مجنحة. في منتصف العقد، ظهر معطف رسمي أكثر استرخاءً: سترة العشاء أو بذلة السهرة والتي كانت عبارة عن شال مصنوع من الحرير أو الستان مع زر واحد أو اثنين. كانت بذلات العشاء مناسبة عند «التجهز للعشاء» سواءً كان في المنزل أو نادي الرجال. سترة نورفلك كانت مشهورة عند إطلاق النار؛ لأنها  مصنوعة من قماش التويد القوي أو أي قماش مماثل له، وقد تميزت السترة بطيات مربعات تكون فوق الصدر والظهر وحزام من القماش. في معظم المناسبات يتم ارتداء سراويل طويلة وللصيد يتم ارتداء التويد أو الصوفية وغيرها من البذلات. في الشتاء كانت المعاطف الطويلة لحد الركب وغالباً ما تتكون من الأطواق المخملية أو الفراء. في الثمانينات من القرن التاسع عشر كانت أزياء الطبقة العاملة والرعاة عبارة عن سترات والصدريات والسراويل القطنية متخليين عن ثيابهم.

### القمصان وربطات العنق
تحولت القمصان العادية إلى القمصان المجنحة وكانت لبس القمصان صعب واحياناً تتزين بالأزرار وتسحب للخلف. ربطات العنق المعتادة هي ربطة العنق الابعة المتالقة أو ربطة اسكوت العصرية التي كانت على شكل اجنحة عريضة مرفقة ومزينة بقطعة دبوس، تربط الشرائط بشكل ضيق في القوس وكان القوس الأبيض للملابس السهرة الرسمية الأكثر اناقة.

### الاكسسورات
كما الحال في القرن 1870 بقيت القبعات العالية متطلباً لذوي الطبقة العليا للرداء الرسمي، وبالنسبة للرماة والرؤساء كانوا يرتدون القبعات الناعمة من مجموعة متنوعة من الاشكال للمناسبات وكانت تردي قبعات خاصة عند ركوب اليخت أو أي تسلية بحرية أخرى. وكانت الأحذية في ذلك العصر عالية وضيقة.

### معرض الأزياء
1- يرتدي المسافر البريطاني معطف رمادي وسراويل وقبعات مماثلة، المعطف واثنين من الازرار مغظى في الخصر الخلفي 1880
2- الرسام جون سينغر سارجنت يرتدي ربطة اسكوت وقميص ذو أجنحة ناعمة الشكل 1880
3- يرتدي Hermnn von helmholtz  معطف داكن مع صدرية وسراويل ذات القميص ذو الجبه الألمانية 1881
4- يرتدي يرتدي تيودور مومسن ربطة عنق ضيقة مع بذلة داكنة، ألمانيا 1881
5- Vantiy Fair  العالم الزراعي جون بينيت صور له ملابس المشي، معطف يتم ارتداه مع بنطال متناسق وصدرية مقلمة 1882
6- يرتدي جورج إتيان كارتيير معطف داكن مع صدرية مزدوجة الصدر وربطة عنق ضيقة. مونتيرال بعد عام 1882
7- ارتدى رجال من دودج سيتي معاطفهم مرتفعة قليلة مع زر عالٍ لتثبيتها، Wyatt Earp  (الصف الامامي الثاني من جهة اليسار) يرتدي بذلة من ثلاث قطع «ديتو» مع صدرة السترة 1883
8- الملحن أنطون روبنشتيان يجري في ملابس السهرة (معطف داكن وسروال وصدرية قميص ابيض وربطة عنق) 1887   

### موضة الأطفال
كانت الفتيات الصغيرات يرتدن فساتين ذات ياقات مستديرة مع أوشحة، لم تعد موضة الفساتين ذات الخصر الضيقة رائجة. كانت المرايل ترتدى عند العمل أو اللعب. كانوا الفتيات يرتدون عند الخروج  خاصةً في فصل الشتاء الكثير من الطبقات لتدفئة ويتم ارتداء معطف دافئ وقفازات جلدية للأطفال، فيتم ارتداء القفازات فوق اليد من اجل تدفئتها لذا عندما ترفع يديها من القفازات تبقى دافئة مثل السيدات تماماً، جميع الفتيات من الفتيات من العصر الفكتوري يرتدن قفازات عند الخروج مع القبعة وايضاً كما الحال مع الأحذية طويلة للركب أو احذية القصيرة مع الجراميق للإعطاء ذلك المظهر عند ارتداء الأحذية الطويلة. بالنسبة للأولاد الأكبر سناً كانوا يرتدون بنطال قصير والسترات مع القمصان المدورة.

### ملابس العمل
1- مساهمو روخولاهتي، فلندا 1882
2- بايسبول دان كاسي1885
3-الحصادون، فرنسا 1886
4- رعاة البقر، جنوب داكوتا 1888